# Wolfgang Rottmann
Wolfgang Rottmann (Altenmarkt im Pongau, 15 maggio 1973) è un ex biatleta austriaco.

## Biografia
In Coppa del Mondo ottenne il primo risultato di rilievo l'11 gennaio 1996 ad Anterselva (81°) e l'unica vittoria, nonché primo podio, il 5 dicembre 1999 a Hochfilzen.
In carriera prese parte a tre edizioni dei Giochi olimpici invernali, Nagano 1998 (39° nello sprint, 26° nell'individuale, 11° nella staffetta), Salt Lake City 2002 (5° nello sprint, 6° nell'inseguimento, 6° nella staffetta) e Torino 2006. In quest'ultima occasione si era classificato 27º nello sprint e 21° nell'inseguimento, ma i suoi risultati furono annullati poiché risultò che l'atleta austriaco aveva fatto uso di doping: nelle stanze di Rottmann e di altri atleti della nazionale austriaca, al villaggio olimpico, furono trovate sacche di sangue e altre attrezzature finalizzate a pratiche dopanti. In aprile il CIO squalificò a vita gli atleti dalle competizioni olimpiche e annullò i risultati conseguiti; anche la Federazione sciistica dell'Austria radiò a vita Rottmann e gli altri sciatori coinvolti nello scandalo (il biatleta Wolfgang Perner e diversi fondisti). L'atleta non tornò più alle gare e nel 2012 fu anche condannato in primo grado dalla magistratura italiana a una pena di sedici mesi di reclusione (che non dovette scontare grazie a un indulto). Perner aveva partecipato anche a otto edizioni dei Campionati mondiali, vincendo due medaglie.

## Palmarès

### Mondiali
- 2 medaglie:
  - 1 oro (individuale[3] a Oslo/Lahti 2000)
  - 1 bronzo (staffetta[3] a Hochfilzen/Chanty-Mansijsk 2005)

### Coppa del Mondo
- Miglior piazzamento in classifica generale: 10º nel 2000
- 4 podi (2 individuali, 2 a squadre[1]), oltre a quelli conquistati in sede iridata e validi anche ai fini della Coppa del Mondo:
  - 1 vittoria  (a squadre)
  - 1 secondo posto  (individuale)
  - 2 terzi posti  (1 individuale, 1 a squadre)

#### Coppa del Mondo - vittorie
| Data            | Località   | Nazione | Spec.                                                   |
| --------------- | ---------- | ------- | ------------------------------------------------------- |
| 5 dicembre 1999 | Hochfilzen | Austria | RL (con Wolfgang Perner, Ludwig Gredler e Günther Beck) |

Legenda:

RL = staffetta

### Campionati austriaci
- 5 medaglie[4]:
  - 3 ori (20 km nel 2003; 20 km skiroll nel 2004; 12,5 km inseguimento nel 2005)
  - 1 argento (20 km nel 1992; inseguimento nel 2001; 20 km skiroll nel 2004; sprint nel 2005)
  - 1 bronzo (sprint nel 2001)